# Plagiothecium cochleatum
Plagiothecium cochleatum là một loài rêu trong họ Plagiotheciaceae. Loài này được Dixon mô tả khoa học đầu tiên năm 1938.